# Franz Danzi
Franz Danzi (født 15. maj 1763 i Mannheim, død 13. april 1826 i Karlsruhe) var en tysk komponist. I nutiden huskes Danzi næsten kun for sine blæserkvintetter.